# Samsung Life Insurance
Pour les autres sujets connus sous le nom abrégé de Samsung, voir Samsung.
Samsung Life Insurance (en coréen 삼성 생명 보험) est une société d'assurance multinationale sud-coréenne filiale du Groupe Samsung dont le siège est situé à Séoul, en Corée du Sud. Fondée le 24 avril 1957, c'est la plus grande compagnie d'assurances en Corée du Sud et elle figure dans l'édition Fortune Global 500 de 2009,. 
Les principaux services assurés par Samsung Life Insurance comprennent l'assurance décès, l'assurance-vie, l'assurance maladie, l'assurance retraite, l'assurance d'épargne et les rentes. Samsung Life Insurance était une société à capitaux privés depuis sa fondation le 24 avril 1957 jusqu'à son introduction en bourse le 12 mai 2010. Cette introduction en bourse a été la plus importante de l'histoire de la Corée du Sud au point de faire de Samsung Life Insurance l'une des sociétés les plus précieuses du pays en matière de capitalisation boursière. L'entreprise emploie 5 224 personnes en avril 2023.

## Histoire
Fondée le 24 avril 1957, l'entreprise s'est rapidement développée et a atteint une position de leader du marché après seulement 18 mois d'exploitation. Depuis lors, Samsung Life Insurance a maintenu sa position de leader du marché dans l'industrie grâce à l'innovation, au marketing et à la distribution de produits. En particulier, la croissance s'est accélérée après que la société a été incorporée au Groupe Samsung en 1963.
En 1986, Samsung Life Insurance ouvre des bureaux de représentation à New York aux États-Unis et à Tokyo au Japon. Elle s'est également développée à l'étranger grâce à une coentreprise en Thaïlande en 1997 et en Chine en 2005. La société a été la première compagnie d'assurance-vie en Corée du Sud à atteindre 100 000 milliards de wons d'actifs en 2006. Le 12 mai 2010, Samsung Life Insurance est devenue publique et les actions se sont élevées à 110 000 wons sud-coréens, soit 96$ par action dans l'une des plus importantes offres initiales et un record pour le pays, levant 4,4 milliards de dollars.
En janvier 2016, Samsung Life Insurance annonce l'acquisition de la participation de 37,5% de Samsung Electronics dans Samsung Card pour l'équivalent de 1,3 milliard de dollars.

## Actionnaires et participants
Principaux actionnaires et participants le 28 avril 2023 :
| Nom                                    | Actions    | %     |
| Samsung C&T                            | 38 688 000 | 19,3% |
| Jae-Yong Lee                           | 20 879 591 | 10,4% |
| Samsung Life Insurance Co., Ltd.       | 20 425 221 | 10,2% |
| Bu-Jin Lee                             | 13 839 726 | 6,92% |
| Service national des pensions de Corée | 13 718 100 | 6,86% |
| E-Mart                                 | 11 762 667 | 5,88% |
| Samsung Foundation of Culture          | 9 360 000  | 4,68% |
| Shinsegae                              | 4 381 000  | 2,19% |
| Samsung Life Public Welfare Foundation | 4 360 000  | 2,18% |
| Seo-Hyun Lee                           | 3 459 923  | 1,73% |

| Nom                                                                       | Actions    | %     | Valorisation en dollar américain |
| SAMSUNG CARD CO., LTD.                                                    | 83 259 673 | 71,9% | 1 944 228 263 USD                |
| SAMSUNG FIRE & MARINE INSURANCE CO., LTD.                                 | 7 099 088  | 15,0% | 1 123 333 844 USD                |
| SAMSUNG LIFE INSURANCE CO., LTD.                                          | 20 425 221 | 10,2% | 985 293 053 USD                  |
| SAMSUNG SECURITIES CO., LTD.                                              | 26 246 112 | 29,4% | 639 091 777 USD                  |
| HOTEL SHILLA CO.,LTD                                                      | 2 951 293  | 7,52% | 184 760 445 USD                  |
| SAMSUNG HEAVY INDUSTRIES CO., LTD.                                        | 25 701 199 | 2,92% | 102 066 401 USD                  |
| S-1 CORPORATION                                                           | 2 030 476  | 5,34% | 86 250 580 USD                   |
| Samsung C&T                                                               | 249 514    | 0,13% | 20 737 730 USD                   |
| KIM Parallel Oilfield Overseas Resources Development Special Asset Fund 1 | 3 000 000  | 3,75% | 4 724 040 USD                    |
| CHEIL WORLDWIDE INC.                                                      | 247 815    | 0,22% | 3 544 429 USD                    |